# Bereldange
Bereldange (luxembourgeois : Bäreldeng, allemand : Bereldingen) est une section de la commune luxembourgeoise de Walferdange située dans le canton de Luxembourg.

## Histoire
Avant le 1er janvier 1851, Bereldange faisait partie de la commune de Steinsel.